# Wohnhausgruppe Hollerallee
Die Wohnhausgruppe Hollerallee in Bremen, Stadtteil Schwachhausen, Ortsteil Barkhof, Hollerallee 73–79, entstand von 1900 bis 1903 nach Plänen verschiedener Architekten. Diese Gebäudegruppe steht seit 1979 unter Bremer Denkmalschutz.
Die Hollerallee führt in Ost-West-Richtung von der Schwachhauser Heerstraße/Graf-Moltke-Straße über Parkallee/Am Stern zur Finndorffstraße vorbei an St. Ansgarii, am Bremer Bürgerpark und am Nelson-Mandela-Park, der Stadthalle Bremen, dem Messe- und Veranstaltungszentrum Bremen und den Messehallen. Sie wurde benannt nach dem Kaufmann und Förderer Johann Hermann Holler (1818–1868).

## Geschichte
Die verputzten, zweigeschossigen Villen  wurde in der Epoche der Jahrhundertwende für eine bürgerliche Oberschicht direkt am Bürgerpark erbaut. 
Zum Ensemble gehören die Häuser 
- Nr. 73: Villa Kaufmann Lüdemann nach Plänen von Eduard Gildemeister und Wilhelm Sunkel im Stil der Neorenaissance
- Nr. 75: Villa Müller-Schall von 1902 nach Plänen von Fritz Dunkel und künstlerische Arbeiten von  Arthur Fitger, heute forum Kirche der Bremischen Evangelischen Kirche
- Nr. 77: Villa Kaufmann Th. Fr. Rocholl nach Plänen von Wilhelm Blanke
- Nr. 79: Villa Kaufmann Alfred Hoffmann nach Plänen von Friedrich Wellermann und Paul Frölich im Stil des Neobarocks, in den 1920er Jahren bis 1931 Wohnsitz des Bankiers Johann Friedrich Schröder, von 1934 bis 1945: Hauptsitz der Kreisverwaltung der NSDAP Bremen, seit 1949 Standesamt Bremen-Mitte; die Architekten Gert Schulze und Martin Pampus erhielten 2013 für die  Sanierung den Bremer Denkmalpflegepreis.[2][3]

Aktuell (2017) werden die Villen als Bürohäuser genutzt.  

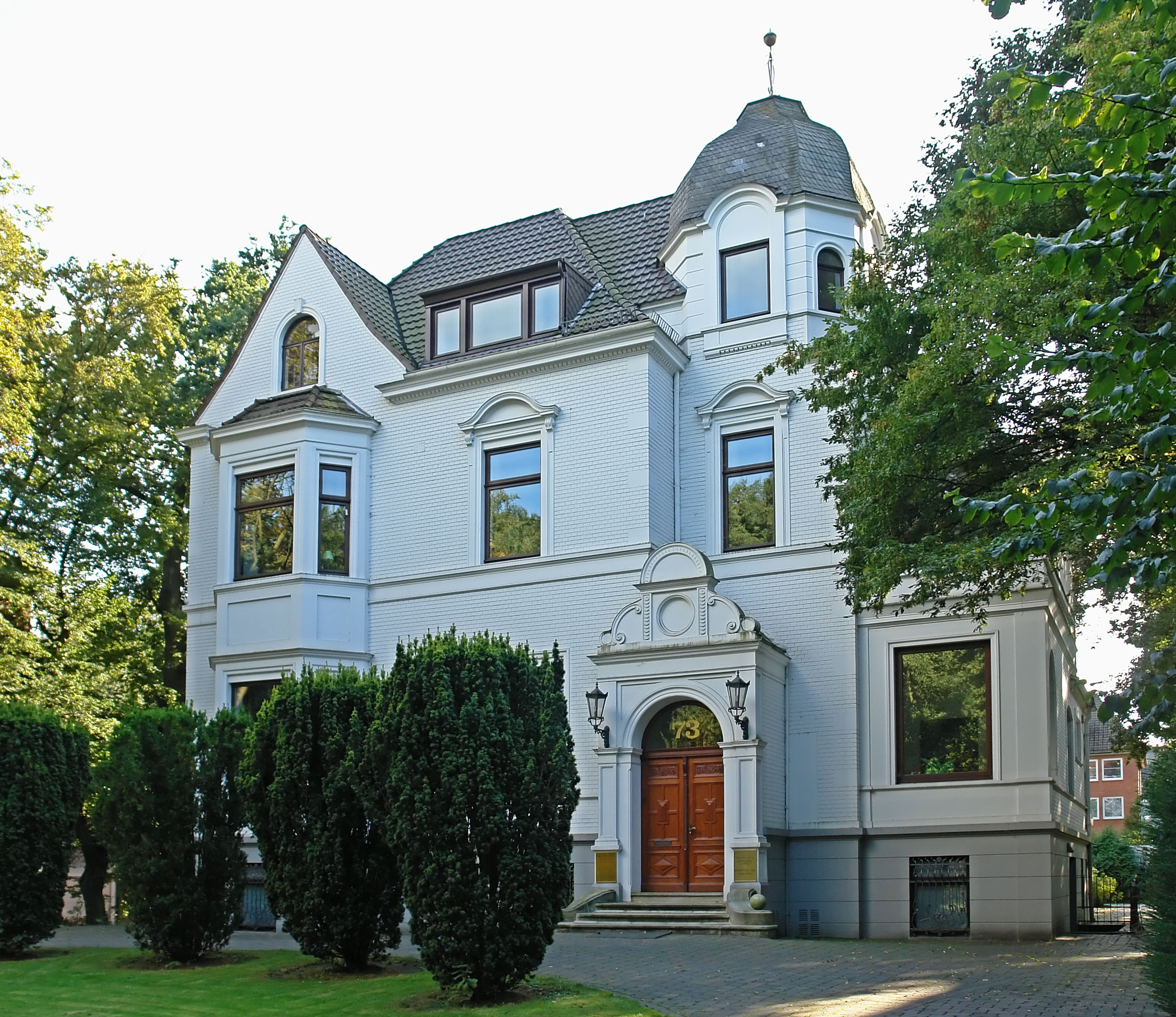
Nr. 73: Büros
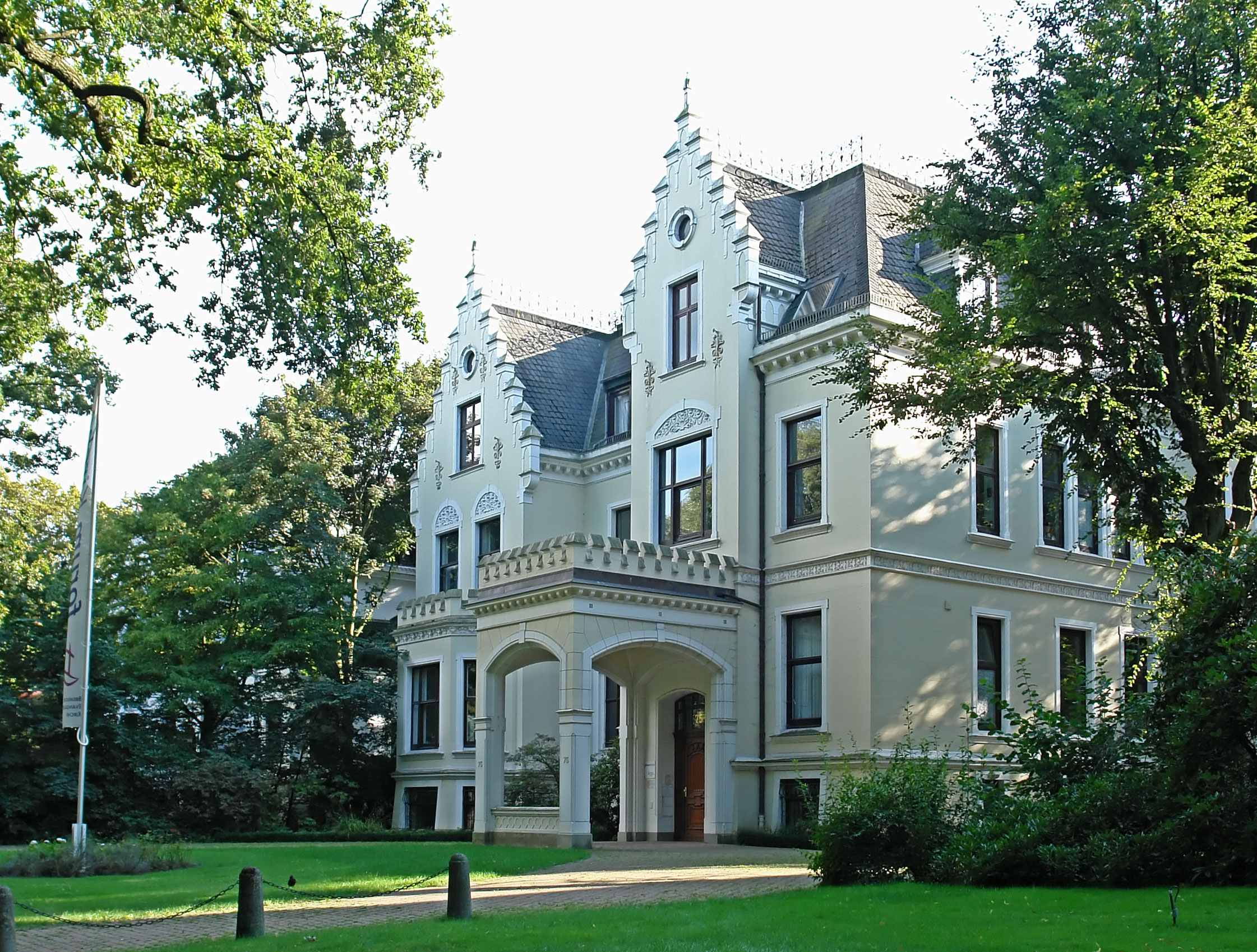
Nr. 75: forum Kirche + Evang. Jugend
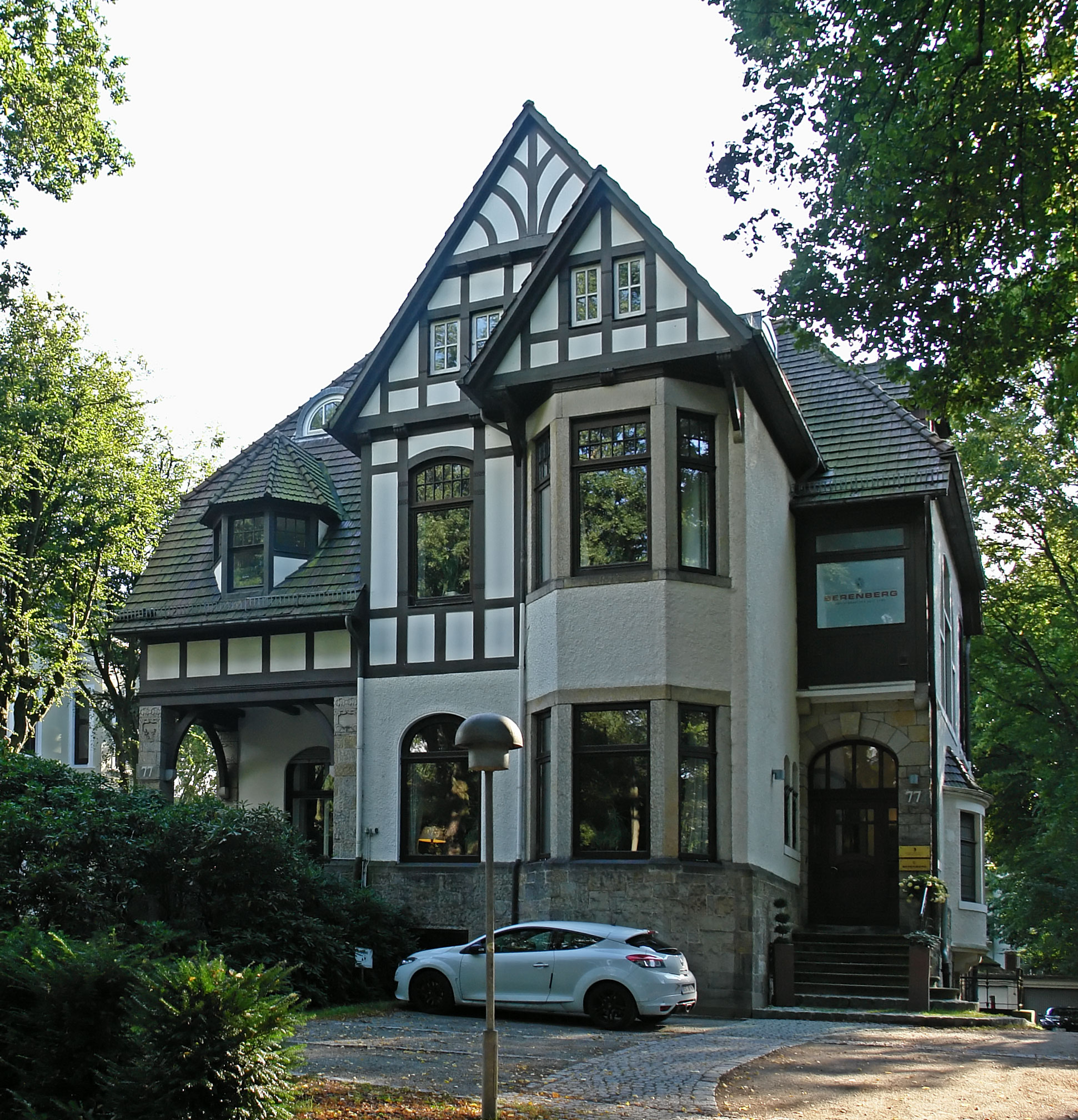
Nr. 77: Büros
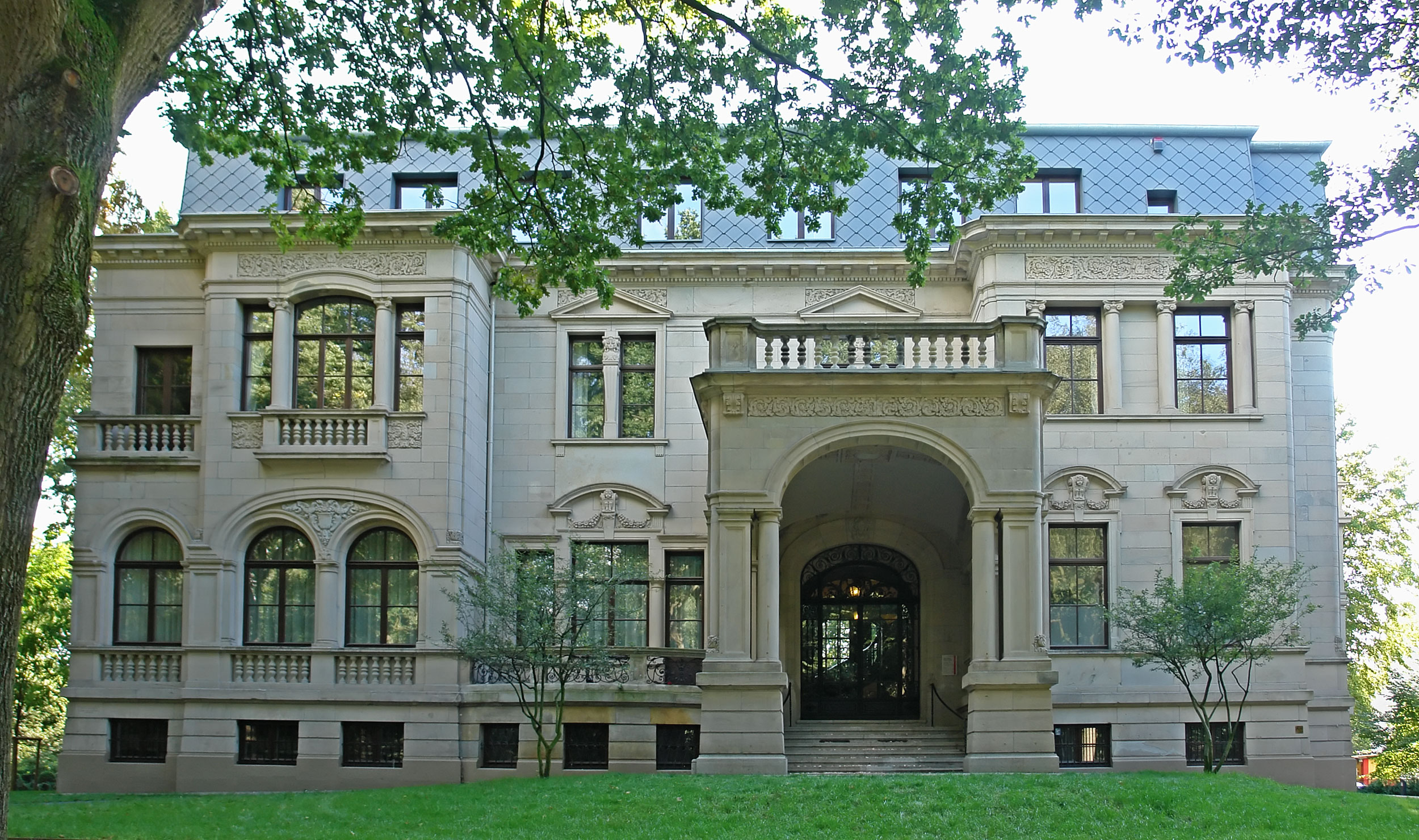
Nr. 79; Standesamt